# Maria Carrilho
Maria Jesuína Carrilho Bernardo (ur. 25 listopada 1943 w Beja, zm. 6 lutego 2022 w Lizbonie) – portugalska socjolog, nauczyciel akademicki, parlamentarzystka krajowa, posłanka do Parlamentu Europejskiego (od 1999 do 2004).

## Życiorys
Z wykształcenia socjolog, studia ukończyła w 1974. W 1984 uzyskała stopień doktora w zakresie socjologii politycznej. Podjęła pracę wykładowcy akademickiego, m.in. jako profesor ISCTE (Instytutu Uniwersyteckiego w Lizbonie). Była także przewodniczącą kobiecego stowarzyszenia studenckiego i profesorem wizytującym na Georgetown University.
Od 1995 do 1999 i od 2005 do 2009 była deputowaną do Zgromadzenia Republiki VII i X kadencji z ramienia Partii Socjalistycznej. W 1999 uzyskała mandat posłanki do Parlamentu Europejskiego V kadencji. Należała do grupy socjalistycznej, pracowała m.in. w Komisji Rozwoju i Współpracy. W PE zasiadała do 2004.